# Riksväg 21, Finland

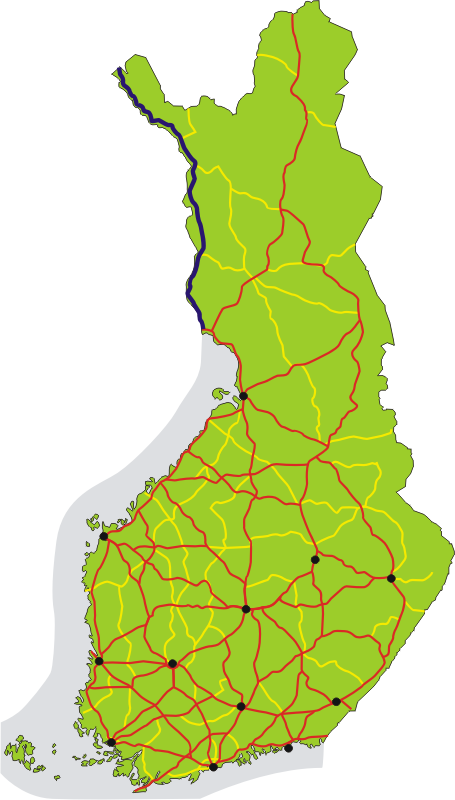
Riksväg 21 markerad med mörkblått på kartan

Riksväg 21 är en av Finlands huvudvägar. Den går från Kilpisjärvi (vid gränsen mellan Finland och Norge) till Torneå, parallellt med gränsen mellan Finland och Sverige. Den är 466 km lång. Vägen är gemensam med Europaväg 8 (E8) hela sträckan (men E8 fortsätter söderut och norrut).

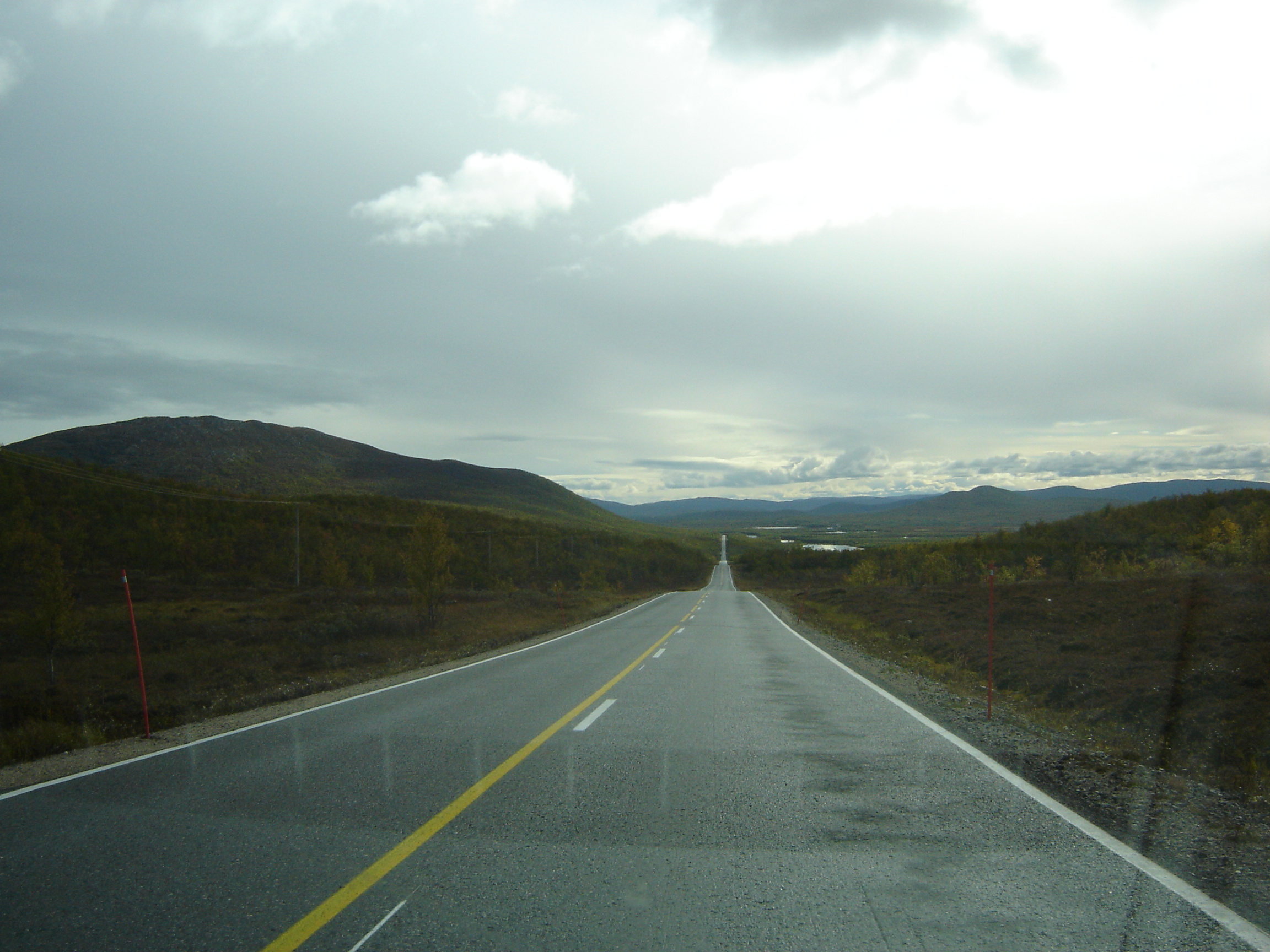
Väg E8 (Rv 21) i Enontekis kommun.
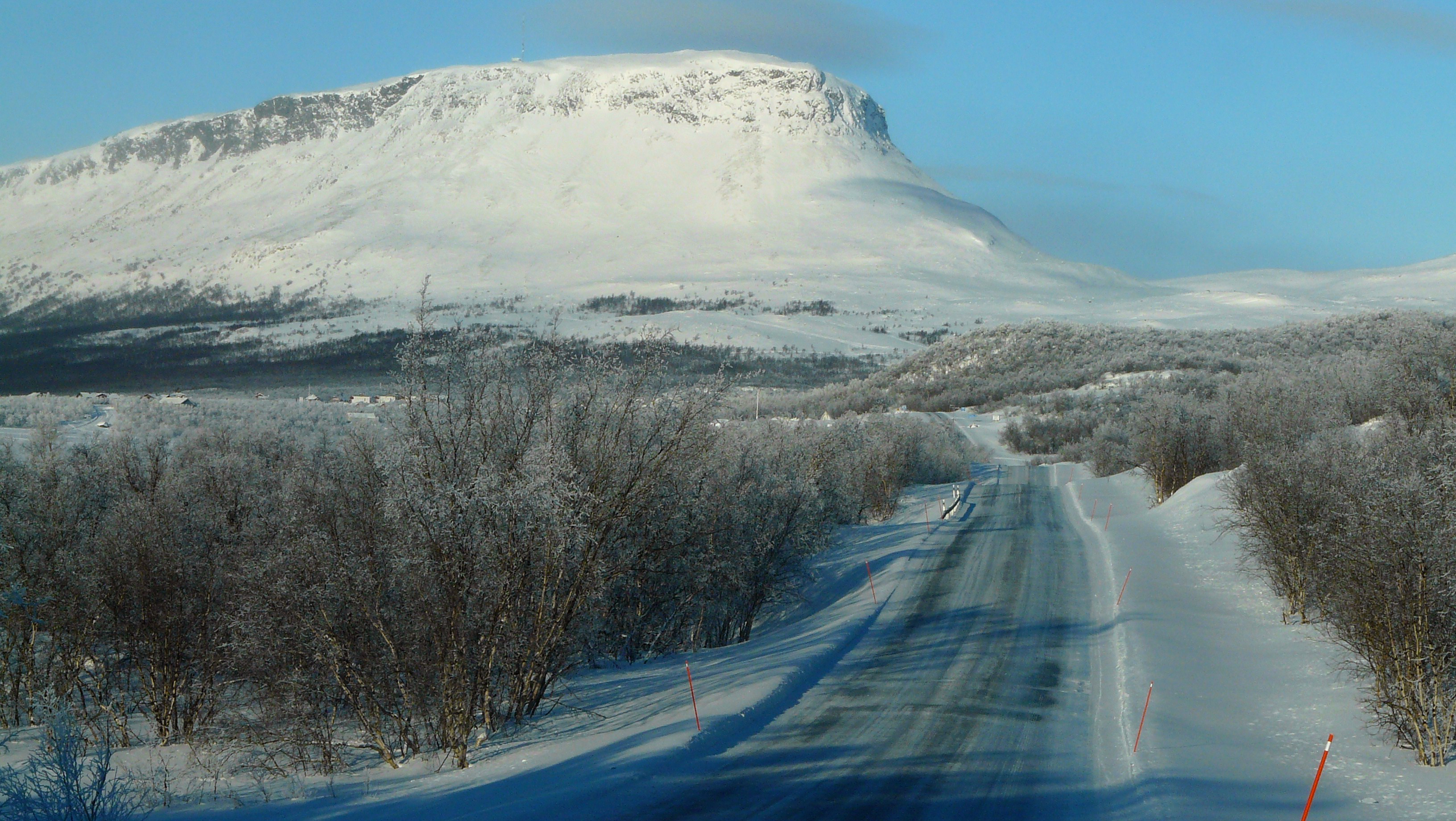
Väg E8 (Rv 21) nära Kilpisjärvi med fjället Saana i fonden.

## Historia
Riksväg 21 infördes mellan Muonio och Kemi år 1938. Vägen till Kilipsjärvi byggdes på 1940-talet. År 1965 blev sträckan Kilipsjärvi–Torneå europaväg E78. År 1992 byttes europavägsnumret ut mot E8. År 2001 förkortades väg 21 så att sträckan Torneå–Kemi blev riksväg 29.